# Eusebio Sarasso
Eusebio Sarasso (Prarolo, 28 luglio 1892 – Vercelli, 21 maggio 1970) è stato un calciatore italiano, di ruolo attaccante.

## Caratteristiche tecniche
Giocava prevalentemente come centravanti ed era un elemento tecnicamente raffinato.

## Carriera
Iniziò l'attività nella Pro Vercelli e nella Vercellese, prima di trasferirsi al Casale nel 1911. Fece parte della squadra nerostellata che batté la compagine gli inglesi del Reading, formazione assai più forte e preparata, il 14 maggio 1913, vittoria che l'amministrazione comunale ha celebrato con una targa commemorativa; in quella gara segnò il secondo gol, decisivo per il 2-1 finale. Al termine della stagione tornò alla Pro Vercelli, e l'anno successivo vestì la maglia della Vigor Torino.
Nel corso della Prima Guerra Mondiale vestì le maglie del Casale, impegnato nella Coppa Federale 1915-1916, e del Legnano con cui vinse la Coppa Mauro nel 1919. Al termine del conflitto riprese a giocare nella Novarese, in Promozione, e quindi si trasferì in due riprese a Bologna, dove continuò l'attività calcistica. Nel campionato di Prima Categoria 1920-1921 militò nel Nazionale Emilia, mentre con la Virtus Bologna disputò 15 gare nel campionato di Prima Divisione 1922-1923. Tornato a Vercelli, l'anno successivo giocò una stagione in Prima Divisione con la Pro Vercelli, con 6 presenze e 5 gol, rimanendo in forza alla bianche casacche fino al 1925. Chiuse la carriera nei GC Vigevanesi.